# ISO 3166-2:NF
ISO 3166-2:NF è il sottogruppo dello standard ISO 3166-2 riservato all'Isola Norfolk, isola che fa parte del Territorio dell'Isola Norfolk, uno dei territori esterni australiani.
Lo standard ISO 3166-2, seconda parte dello standard ISO 3166, pubblicato dall'Organizzazione internazionale per la normazione (ISO), è stato creato per codificare i nomi delle suddivisioni territoriali delle nazioni e delle aree dipendenti codificate nello standard ISO 3166-1.
Attualmente, nello standard ISO 3166-2 non è stato definito nessun codice per l'Isola Norfolk, il cui territorio non ha suddivisioni definite.
Il codice ISO 3166-1 alpha-2 ufficialmente assegnato al territorio dell'Isola Norfolk è NF.